# Свети мученици Пасикрат и Валентин
Свети мученици Пасикрат и Валентин су хришћански светитељи и мученици 3. века
Пасикрат је био родом из Дористола из Доњој Мезији и служио је као војни официр у префекту Авлосаниса. Током прогона хришћана је ухапшени су он и његов брат Папијан. Судија га је наговарао да принесе жртву идолима. Пошто му је брат подлегао мучењу и прихватио приношење жртве,  Пасикрат је стави руку у огањ и викнуо: „Тело је смртно и огњем сагорева, но душа је бесмртна и не осећа видљиве муке!” Његова мајка га је подржавала и храбрила да истраје до краја. На крају је посечен заједно са мучеником Валентијем. Страдање се десило око 228. године
. 
Православна црква празнује спомен светог мученика Пасикрата заједно са Валентијем 24. априла.